# Сергій Літвяк
Сергій Литвяк (ісп. Sergio Litvak) — колишній чилійський футболіст українського походження.

## Життєпис
Литвяк почав свою професійну кар'єру в Еквадорі в 1947 році в команді «Емелек». У 1952-му приєднався до команди «Універсідад Католіка», де грав до закінчення своєї спортивної кар'єри в 1957 році. Литвяк був у складі тієї зіркової команди яка виграла Кубок Чилі з футболу в 1954 році. Сам гравець відіграв важливу роль у здобутті трофея. Зокрема він грав у фінальному матчі проти Коло-Коло, замінивши травмованого Серхіо Лівінґстона.
Зокрема Литвяка було викликано до лав збірної Чилі з футболу у 1952 році для виступів на Олімпіаді у Гельсінках, однак він не зіграв у жодному матчі.